# Pekárna
Pekárna – jaskinia znajdująca się w Krasie Morawskim w Czechach, stanowisko archeologiczne.
Jaskinia ma postać tunelu o długości 64 i wysokości 2-3 metrów, do którego prowadzi otwór o szerokości 23 i wysokości 6 m. Nazwę otrzymała w związku z przypominającym swoim kształtem piec chlebowy wejściem. Eksplorowana od końca XIX wieku, najważniejsze prace przeprowadził w latach 20. XX wieku Karel Absolon. Długa sekwencja stratygraficzna obejmuje warstwy sięgające od dolnego paleolitu do epoki brązu. W warstwach datowanych na ok. 13 tys. lat temu odkryte zostały ślady obozowisk związanych z pobytem ludności magdaleńskiej. Znaleziono w nich liczne artefakty, zawierające ryty na kościach zwierzęcych, ostrza kościane i rogowe, harpuny oraz bâtons de commandement.
Jaskinia pojawia się w powieści Eduarda Štorcha Łowcy mamutów.